# Tetraleurodes confusa,
Tetraleurodes confusa, là một loài côn trùng cánh nửa trong họ Aleyrodidae, phân họ Aleyrodinae.
Tetraleurodes confusa, được Nakahara miêu tả khoa học đầu tiên năm 1995.